# Parapediasia
Parapediasia és un gènere d'arnes de la família Crambidae.

## Taxonomia
- Parapediasia atalanta (Bleszynski, 1963)
- Parapediasia cervinellus (Zeller, 1863)
- Parapediasia decorellus (Zincken, 1821)
- Parapediasia detomatellus (Möschler, 1890)
- Parapediasia hulstellus (Fernald, 1885)
- Parapediasia ligonellus (Zeller, 1881)
- Parapediasia murinellus (Zeller, 1863)
- Parapediasia paranella (Bleszynski, 1963)
- Parapediasia subtilellus (Zeller, 1863)
- Parapediasia tenuistrigatus (Zeller, 1881)
- Parapediasia teterrellus (Zincken, 1821)
- Parapediasia torquatella B. Landry, 1995